# レイア姫のビキニ
レイア姫のビキニ（Princess Leia bikini）とは、1983年の映画『スター・ウォーズ エピソード6/ジェダイの帰還』でキャリー・フィッシャーの演じるレイア姫が着用したことで知られるコスチュームである。

## 制作

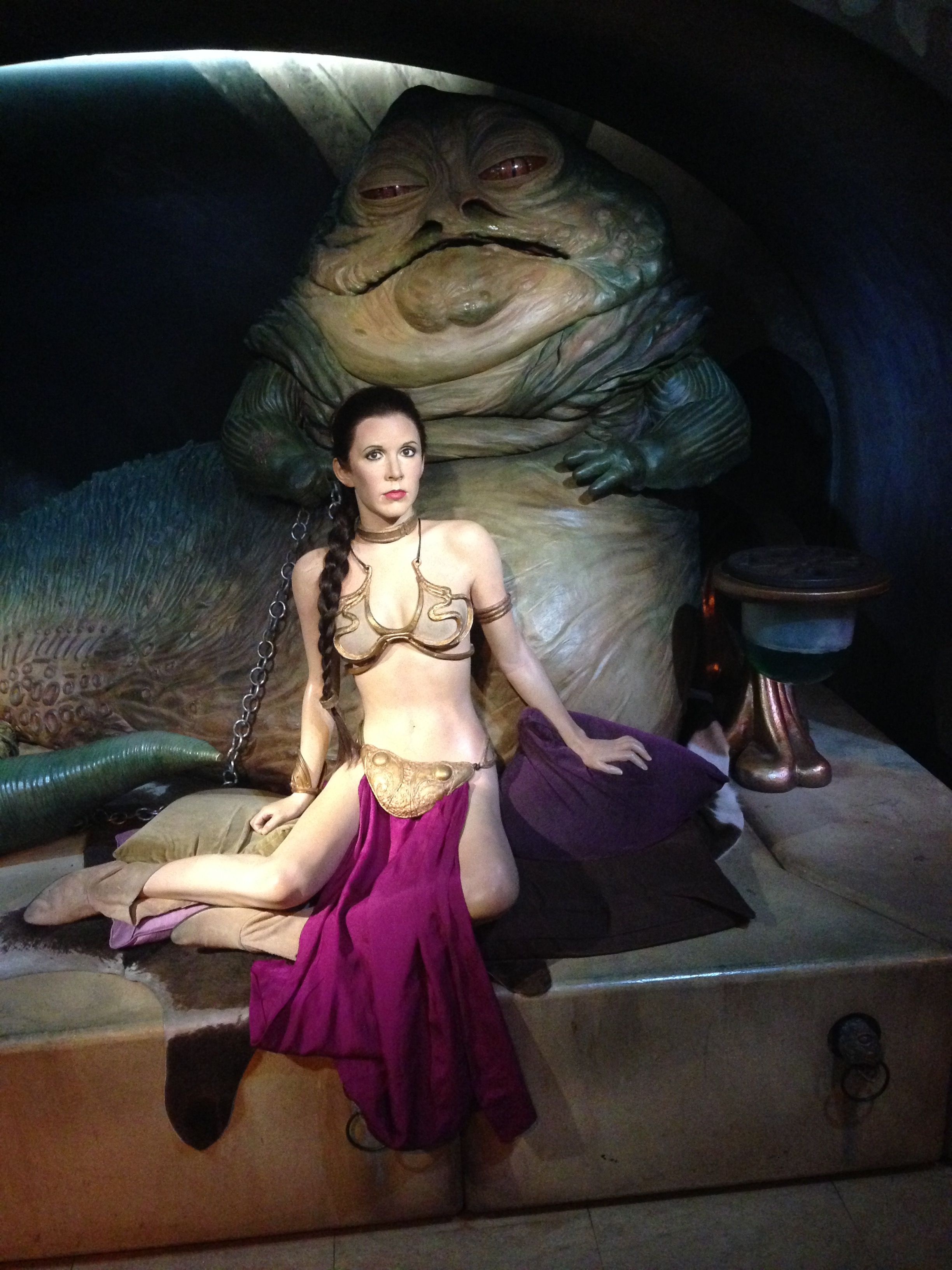
ジャバに囚われたレイア姫の蝋人形（マダム・タッソー館）

このビキニは、ヴィジュアル・エフェクトの制作会社インダストリアル・ライト&マジックにいた、アギー・ゲイラード・ロジャースとニロ・ロディス＝ジャメロが共同でつくりあげた衣装である。ロジャースの回想によれば、製作総指揮のジョージ・ルーカスはジャバの宮殿にレイアが捕らわれる場面についてごくあたりさわりのない説明しかしなかったものの、彼がそこに特別なコスチュームを求めているのはわかった。彼女はもともと「そのシーンいっぱい25ヤードの生地をはためかせる」ことを考えていたが、実現はしなかった。
スケッチを重ね、初めて衣装としてのデザインをかためていったのはロディス＝ジャメロである。彼はヴィジュアル・エフェクトのアシスタント・アートディレクターとして『帝国の逆襲』、コスチュームデザイナーとして『ジェダイの帰還』に関わっている。
またロジャースは2006年に、このコスチュームのデザインがSFジャンルのイラストレーター、フランク・フラゼッタの影響を受けていると語っている。彼女いわく「フラゼッタは本当に〔女性の〕フォルムというものを愛してます。〔レイアのコスチュームも〕女性のまとう官能的なコスチュームだというところが、素晴らしいんです」。作家のリッケ・シュバートは、ビキニとして完成したデザインが、ファンタスティック・ストーリー・マガジンの表紙を手がけるイラストレイター、アール・Ｋ・バージーの描いた、鎧の役割を担っていると思しきメタル・ビキニを着た女性のイラストに影響を受けている、と指摘している。またこの種のコスチュームは、過去の映画作品にもみつかる。マーナ・ロイが『砂漠の歌』（1929年）でエキゾチックなダンサーを演じた場面、『Slave Girl』（1947年）のイヴォンヌ・デ・カーロ、1940年代の冒険映画に出演したマリア・モンテスなどである。『ジェダイの帰還』でフィッシャーのダブルをつとめたスタント女優のトレイシー・エドンも映画撮影時にこのビキニを着用している。1997年のプレイステーションのゲーム『スター・ウォーズ マスターズ オブ テラス・カシ』では、隠しキャラとしてこのコスチュームの「スレーブ・レイア」が使用可能である。

## デザインと素材

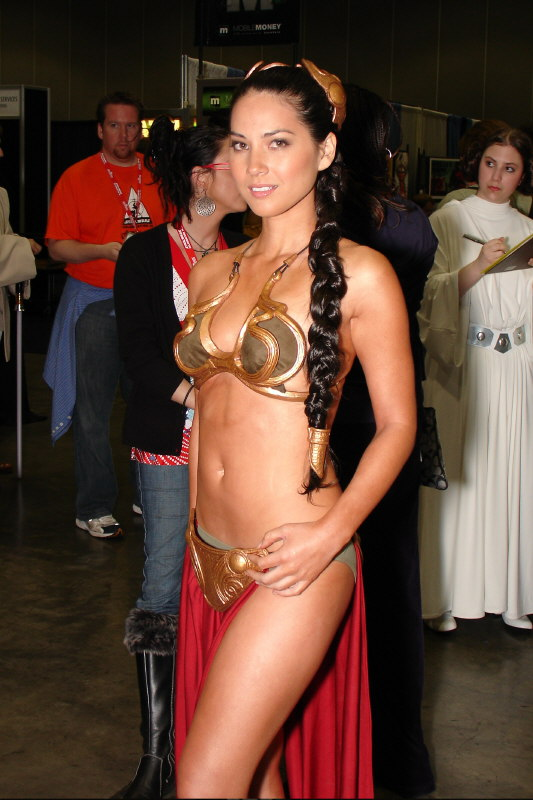
女優のオリヴィア・マン

ロジャースたちは、映画の中の様々な場面を想定して、メタル・ビキニのひも部分については複数のバージョンを制作していた。例えばフィッシャーがじっとして動かない場面では固い金属のパーツを使ったり、フィッシャーやトレイシー・エドンがスタントを行う場面では、動きやすいようにラバー素材を使ったりという具合にである。デザイナーたちはキャリー・フィッシャーの体の型をとってトルソーをつくり、デザインを彼女の体にカスタマイズできるようにした。フィッシャーは素材について「まるで鉄でできているみたいで、鉄そのものではないにしても硬いプラスチックのようだった。そして私の背後にたてば、あそこが丸見えだからね。ボバ・フェットにインタビューしたくてたまらなくなったでしょう」と語っている。またビキニの着心地については「スーパーモデルたちがいつか地獄の最下層で着るであろうもの」とも。
- トップ：パターン模様のついた銅のブラジャーで、首から胸元にかけてカーブ状に大きく開き、首と背中の後ろで結んだひもによって固定されている。
- ボトム： 前に銅のプレートがあり、前後に赤いシルクの腰布がついている[8]
- アクセサリー： ひざ丈のレザーブーツ、右肩におろした三つ編みにつけている髪留め、イヤリング、ブレスレット、ヘビのアームレット。彼女を捕らえたジャバ・ザ・ハットを殺すために使った鎖と首輪もアクセサリーに含まれる[8]

## 受容

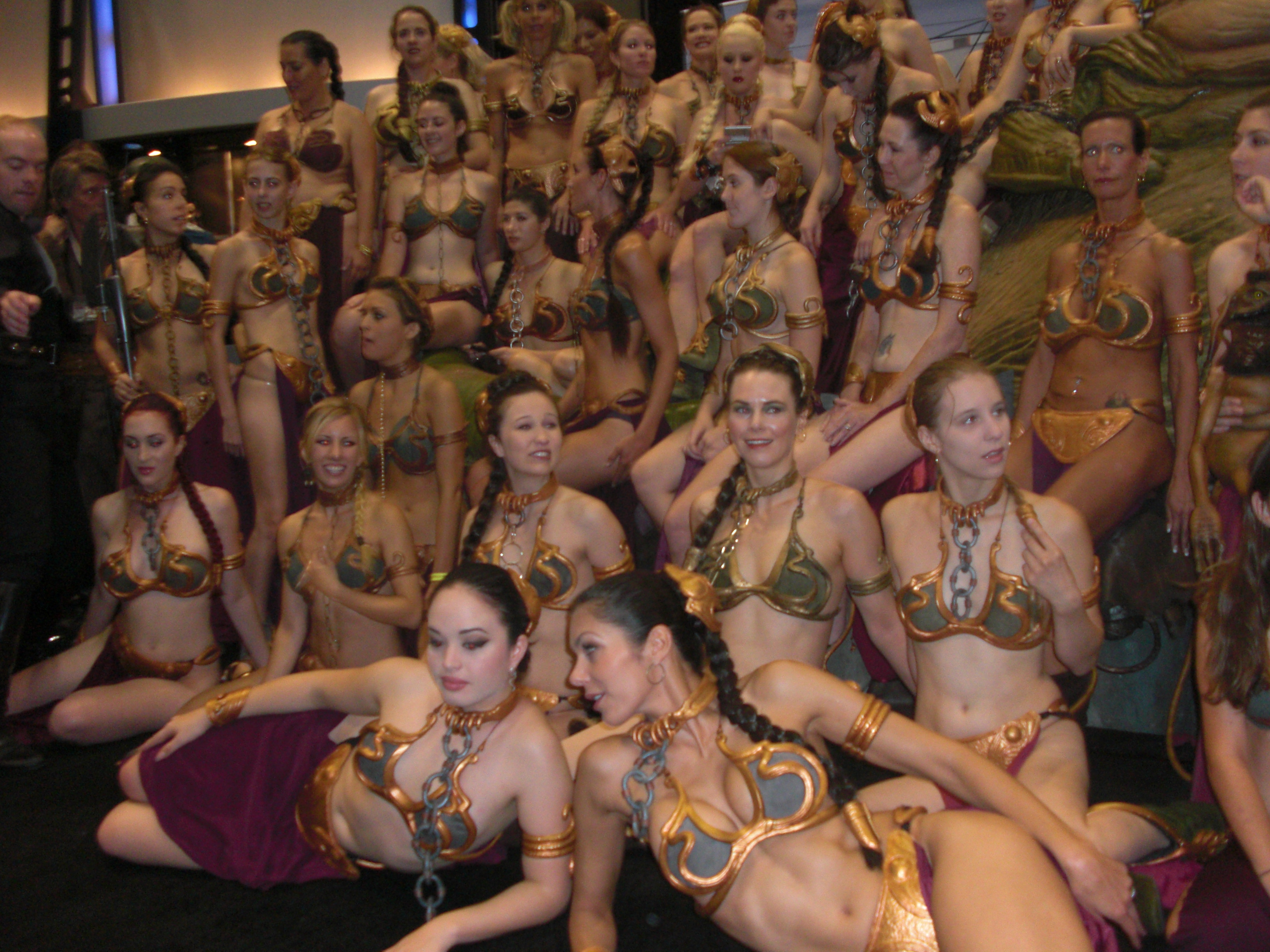
スター・ウォーズ セレブレーション（2010年）

映画には2回しか登場しないコスチュームであるにもかかわらず、それをまとった「奴隷のレイア」という演出によって、キャリー・フィッシャーはセックス・シンボルの代表的存在の１人になった。この衣装はポップカルチャーにおいて重要な地位を占めるまでになり、様々なパロディを生み出しただけでなく、それを専門にしたファンサイトさえ登場した。ワイアード誌はこのコスチュームが名をはせた、たった一つの理由を分析してこう説明している。「キャリー・フィッシャーが金色に輝くサイエンスフィクションの水着を着ている姿が、1983年の春に思春期を迎えた世代のファンボーイたちの汗くさい潜在意識に焼きつけられたからである」。ノア・バーラツキーはガーディアン紙に寄稿した記事で、このコスチュームがセックスシンボルとしての役割を超えた重要な意義をもっていると論じており、レイア姫とハン・ソロの複雑な関係が重要なステージを迎えたことを表していると書いている。ピーター・W・リーはこのビキニがレイアの絶望感と無力感を暗に示していることを指摘しつつ、屈辱的な衣装をまとわされてなお彼女が尊厳を失わず、フェミニズムのシンボル的存在であり続けていると述べている。
レイア姫のビキニは、アメリカのスターウォーズ・セレブレーションやコミック・コンベンションのようなイベントでは定番のコスプレであり、ハロウィーンに着る衣装としても人気がある。このビキニを着ている姿を撮影された有名人も少なくない。例えば『サブリナ』で有名になった女優のメリッサ・ジョーン・ハート（ハロウィンの仮装パーティで）、ラジオやテレビでMCをしているケリー・ケイサム、フィービー・プライス（2010年のコミコン・インターナショナル）、カナダのYoutuberリアーナ・K（2008年のカルガリー・コミックエキスポ）、アメリカのコメディアン、エイミー・シューマー（2015年のGQの表紙）。
2012年にディズニーがルーカスフィルムを買収して以降、レイア姫のビキニはをモチーフにした商品は製作されなくなった。FOXニュースのある番組で、このコスチュームを着ている（中には首に鎖までまかれているものもある）おもちゃのことを自分の子供にうまく説明できないと考える親たちのことが報じられたことへの対応と言われている。フィッシャーはディズニーの決断を「ばかみたい」といい「〔小さい子には〕私が巨大なナメクジに捕まって、くだらない衣装を無理やり着せられているんだ、そして私はその衣装が気に入らないからそのナメクジを殺したんだ、って話せばいいのに」と語っている。